# Paiçandu
Paiçandu is een gemeente in de Braziliaanse deelstaat Paraná. De gemeente telt 36.876 inwoners (schatting 2009).

## Aangrenzende gemeenten
De gemeente grenst aan Doutor Camargo, Ivatuba, Mandaguaçu, Maringá en Ourizona.